# Muur van Anastasius
De Muur van Anastasius (Oudgrieks Ἀναστάσειον Τεῖχος; Turks Anastasius Suru) of de lange Thracische muur (Oudgrieks Μακρὰ Τείχη τῆς Θράκης; Turks Uzun Duvar) is een laatantieke, van steen en turf gemaakte fortificatie.
De muur werd in de jaren rond het jaar 500 in het Byzantijnse Rijk gebouwd ter bescherming van Constantinopel en directe omgeving tegen invallen van de barbaren. De muur is vernoemd naar Anastasius I, keizer van 491 tot 518. Zij bevindt zich 65 kilometer ten westen van het huidige Istanboel, het vroegere Constantinopel. De lengte van de muur bedraagt zo'n 56 kilometer. Hij loopt van de Zee van Marmara (vroeger Propontis genoemd) in het zuiden in noordnoordoostelijke richting naar de Zwarte Zee. Begin 21e eeuw waren alleen aan de Zwarte Zeekant nog resten van de muur zichtbaar.
De muur geldt als een van de omvangrijkste verdedigingswerken uit de Romeinse oudheid. Qua afmetingen kan de muur van Anastasius vergeleken worden met de muren van Hadrianus en Antoninus. 